# Río Juncal
Le Río Juncal est une rivière située dans la région de Valparaíso au Chili et un affluent constitutif du fleuve le río Aconcagua. 

## Géographie
Longue de 35 kilomètres, elle prend sa source dans le massif du même nom, le glacier Juncal Norte dans la cordillère des Andes. 
Le río Juncal se jette dans le río Aconcagua, à 1 430 mètres d'altitude, avec le río Blanco[réf. nécessaire].

## Affluents
Elle reçoit l'apport de nombreux torrents, eux aussi d'origine glaciaire. Parmi eux, on peut mentionner l'El Jucalillo et l'affluent de la Laguna del Inca (situé près de la station de sports d'hiver de Portillo, à 3 200 m d'altitude.[réf. nécessaire]
- Estero Mardones (rd[note 2])
- Estero de Navarro (rd)
- Quebrada Barros Negros (rd)
- Quebrada Lagunillas (rd)
- Quebrada El Chorrilo (rg) qui traverse les deux zones humides 'Vegas El Chorrillo' et 'Vegas El Chorrillo Alto'.
- Quebrada Potrero Alto (rg)
- Quebrada sin nombre (rg)
- Quebrada Potrero Alto (rg)

## Hydrologie
Son régime hydrologique est dit régime glaciaire avec une pointe de débit en décembre, janvier et février c'est-à-dire après la fin de printemps de l'hémisphère sud, en été de l'hémisphère sud.

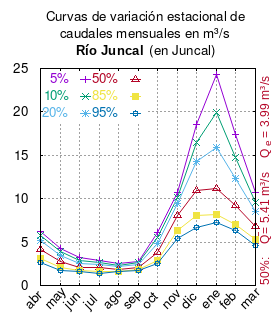

## Aménagements et écologie

### Parc Andino Juncal: site Ramsar
Depuis le 22 mai 2010, le parc Andino Juncal est un site Ramsar au Chili, de 13 796 ha